# Indeks (teoria liczb)
Indeks – w teorii liczb – liczba odgrywająca w teorii kongruencji rolę analogiczną do roli logarytmów w arytmetyce i algebrze.

## Definicja
Jeśli {\displaystyle p} jest liczbą pierwszą, a {\displaystyle g} jest pierwiastkiem pierwotnym modulo {\displaystyle p,} to indeksem liczby naturalnej {\displaystyle a} nazywana jest taka liczba {\displaystyle k=\operatorname {ind} a,} że {\displaystyle a\equiv g^{k}{\pmod {p}}}.

## Własności
Dla liczb naturalnych {\displaystyle a,b} oraz liczby pierwszej {\displaystyle p}
- {\displaystyle \operatorname {ind} ab\equiv \operatorname {ind} a+\operatorname {ind} b{\pmod {p-1}},}
- {\displaystyle \operatorname {ind} {\frac {a}{b}}\equiv \operatorname {ind} a-\operatorname {ind} b{\pmod {p-1}},}

gdzie przez {\displaystyle {\frac {a}{b}}} należy rozumieć rozwiązanie kongruencji {\displaystyle bx\equiv a{\pmod {p}}}.
- Indeks pozwala na rozwiązywanie kongruencji {\displaystyle ax^{n}\equiv b{\pmod {p}}} przez sprowadzenie jej do kongruencji liniowej {\displaystyle \operatorname {ind} a+n\operatorname {ind} x\equiv \operatorname {ind} b{\pmod {p-1}}}[1].

- Pojęcie indeksu wprowadził C. F. Gauss w 1801 roku. W 1839 roku Carl Jacobi ułożył tablice indeksów dla wszystkich liczb pierwszych do 1000[1].